# Vollsjö säteri
Vollsjö er et säteri (sædegård) sydvest for den nu tidligere stationsby Vollsjö i Sjöbo kommun i Skåne, 30 km nord for Ystad. Vollsjö (1657 "Walsøe" på dansk), som i 1600-tallet tilhørte Henrik Ottesen Lindenov, blev overtaget af den svenske krone som bornholmsk vederlagsgods i 1660 og forlenedes til B. Frölich. Senere tilhørte herregården slægterne Posse, Bennet, Trolle med flere.